# Municipio de Montgomery (condado de Crawford)
El municipio de Montgomery (en inglés: Montgomery Township) es un municipio ubicado en el condado de Crawford en el estado estadounidense de Illinois. En el año 2010 tenía una población de 672 habitantes y una densidad poblacional de 4,76 personas por km².

## Geografía
Según la Oficina del Censo de los Estados Unidos, el municipio tiene una superficie total de 141.15 km², de la cual 139,98 km² corresponden a tierra firme y (0,83 %) 1,18 km² es agua.

## Demografía
Según el censo de 2010, había 672 personas residiendo en el municipio de Montgomery. La densidad de población era de 4,76 hab./km². De los 672 habitantes, el municipio de Montgomery estaba compuesto por el 98,51 % blancos, el 0,45 % eran amerindios, el 0,15 % eran asiáticos, el 0,3 % eran de otras razas y el 0,6 % eran de una mezcla de razas. Del total de la población el 1,19 % eran hispanos o latinos de cualquier raza.